# Belgische Luftstreitkräfte
Die belgische Luftkomponente, englisch als Belgian Air Component bezeichnet, sind die Luftstreitkräfte des Königreiches Belgien als Bestandteil der Belgischen Streitkräfte. Im flämischen Landesteil werden sie als Luchtcomponent bezeichnet und als Composante Air auf Französisch in der Wallonie, in der DG dementsprechend als Luftkomponente. Sie verfügt über eine Personalstärke von etwa 4900 Soldaten.

## Geschichte

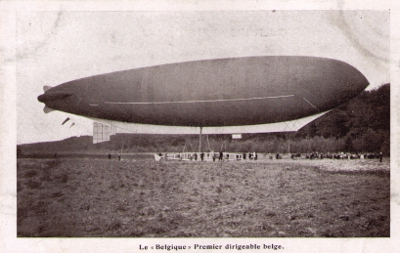
Das erste Belgische Luftschiff Belgique

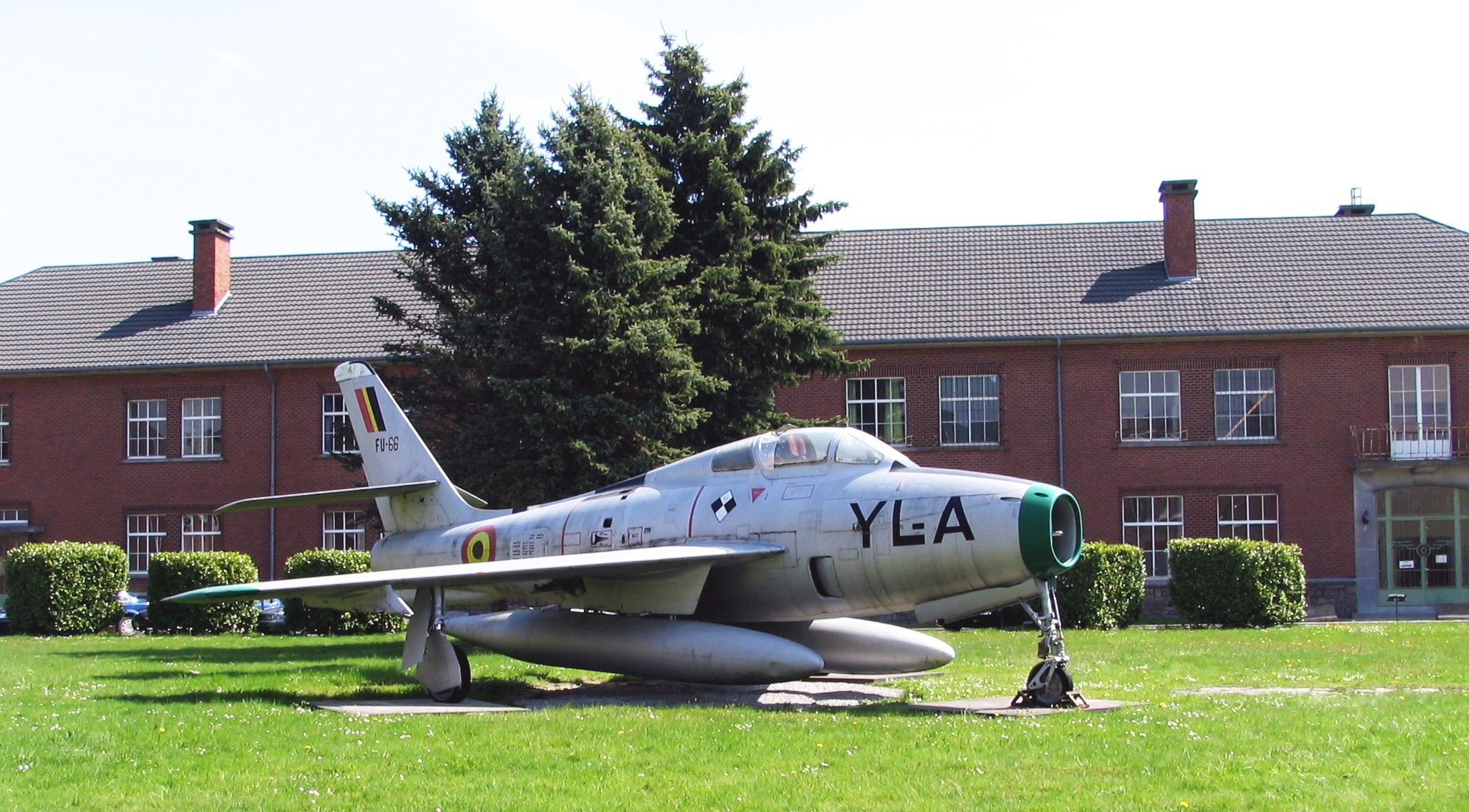
Auch F-84F Thunderjet wurden während des Kalten Krieges von der Luftmacht geflogen

Die Militärfliegerei in Belgien begann bereits zum Beginn des 20. Jahrhunderts mit einer Fliegerkompanie. Im Frühjahr 1915 firmierten sie in Aviation Militaire Belge um, die unter dieser Bezeichnung bis zur deutschen Besetzung Belgiens 1940 bestanden.
Zu dieser Zeit begann die britische Royal Air Force damit, Staffeln mit Personal aus den von Deutschland besetzen Staaten in Dienst zu stellen. Noch heute sind zwei Staffeln aus dieser Zeit, die 349. und 350. Staffel, aktiv. Beide lagen bis Ende 1946 noch einige Zeit in Deutschland, zunächst in Wunstorf und später in Faßberg.
Die RAF-Staffeln bildeten 1946 die neuaufgestellte Belgische Luftmacht, die später voll in die NATO integriert wurde. In den Anfangsjahren wurden noch fast ausschließlich die übernommenen britischen Kolbenmotorjäger und Douglas-Transporter eingesetzt.
Während des Kalten Krieges flog man unter anderem Jets der Typen Hawker Hunter, Lockheed F-104 Starfighter und Dassault Mirage 5 und als Transporter die Fairchild C-119. Auch in Deutschland waren zeitweise belgische Staffeln stationiert, so im Jahr 1953 nacheinander die beiden F-84-Geschwader aus Florennes und Kleine Brogel, als deren Basen ausgebaut wurden, in RAF Brüggen und die ebenfalls mit F-84 ausgerüstete 42. Staffel von 1954 bis 1956 in RAF Wahn.
Im Bereich Lufttransport stieß 1972 Lockheed C-130H zur Luftkomponente, die für knapp 50 Jahre auf der Transportfliegerbasis in Melsbroek stationiert waren. Im Jahr 1980 wurden die inzwischen modernisierten General Dynamics F-16A/B, die in Lizenz gebaut wurden, in Dienst gestellt. Belgien gehörte zusammen mit den Niederlanden, Dänemark und Norwegen zu den ersten europäischen Nutzern dieses Musters. Die Anzahl der aktiven Maschinen, insgesamt wurden 160 in zwei Tranchen (116 und 44) beschafft, wurde jedoch nach dem Ende des Kalten Krieges schrittweise reduziert; 2015 will man noch 60 Maschinen fliegen.
Belgien betrieb seit Ende der 1970er Jahre auch eine Flotte Alpha Jets in der Trainervariante, die größtenteils im Land bei der SABCA in Gosselies montiert wurden und mit denen drei Staffeln, die 7., 9. und 11. Staffel in Beauvechain ausgerüstet wurden. Im Jahr 2005 wurden alle noch aktiven Exemplare, die seit 1996 dem 1. Geschwader unterstanden, ins südwestfranzösische Cazaux zur franko-belgischen Advanced Jet Pilot Training School (AJeTS) verlegt. Sie bildeten in Cazaux die 11. Staffel, die administrativ weiterhin Teil des 1. Wing in Beauvechain blieb.
Nach dem Ende des Kalten Krieges wurde die Luftmacht um mehr als die Hälfte verkleinert und im Jahr 2002 die stark geschrumpfte Luftmacht als Belgische Luftkomponente mit den übrigen bisherigen Teilstreitkräften zu einer einheitlichen Organisation zusammengefasst. 2004 wurden schließlich auch die bis dahin noch der Landkomponente unterstellten Heeresfliegereinheiten übernommen.
Beim ersten Kampfeinsatz der NATO, der Operation Allied Force im Kosovo 1999, kamen auch belgische Maschinen zum Einsatz. In den 2000er Jahren nahmen belgische Maschinen auch an Einsätzen in Afghanistan teil.
Die Alpha Jet wurden 2019 vollständig ausgemustert und die Ausbildung erfolgt seit 2019 im Rahmen des Euro-NATO Joint Jet Pilot Training (ENJJPT) Program auf der Sheppard Air Force Base.
Nachdem in den 2010er Jahren die Modernisierung der Drehflügler im Beschaffungsfokus stand, in dieser stießen NH90 zur Luftflotte, unter anderem als Ersatz der Seaking, begann 2020 die Modernisierung der Starrflügler. Nach der Übernahme der ersten Airbus A400M Ende 2020 wurde Ende 2021 zunächst die C-130H verabschiedet. In den kommenden Jahren steht die Ablösung der F-16AM/BM durch die Lockheed F-35A auf dem Programm.

## Zusammenarbeit der Beneluxstaaten
In Anlehnung an die Kooperation im Bereich der Marine (BeNeSam) beabsichtigen die Regierungen der Benelux-Staaten, die Zusammenarbeit im Bereich der Luftwaffe zu intensivieren. Nachfolgend einige Projekte und Vereinbarungen, die sich aus dieser Zusammenarbeit ergeben haben:
- Oktober 2013 – Unterzeichnung eines belgisch-niederländischen Abkommens über ein Austauschprogramm für Piloten und über die Einrichtung einer „Belgisch-Niederländischen Koordinationszelle“ (BENECC) zur Koordinierung der Ausbildung und des Einsatzes der Hubschraubereinheiten. Beide Länder hielten bereits gemeinsame Übungen ab. Auch mit dem Austausch von Schülern für die Ausbildung von Kampfflugzeugpiloten wurde begonnen. Die gemeinsame Ausbildung am und die gemeinsame Wartung des NH-90-Hubschraubers wurde weiter ausgebaut.
- Februar 2014 – Gründung der NH-90 National Logistics Cell (BNLC) auf dem Militärflugplatz Woensdrecht, mit der die Niederlande und Belgien versuchen, die Kosten für den Unterhalt des NH-90 so gering wie möglich zu halten. Das Ziel dieses „Common Spares Management“-Projekts ist es, die maximale Einsatzfähigkeit des NH-90 durch die Bündelung von Teilen zu gleichen Kosten zu erreichen. Bis Ende 2016 ist daraus eine vollständige Kooperation geworden. Darüber hinaus untersuchen die Niederlande und Belgien die Möglichkeit, gemeinsam im Logistikzentrum Woensdrecht eine höhere Wartung des Hubschraubers durchzuführen, möglicherweise in Zusammenarbeit mit der Industrie. Es wurde erneut erklärt, dass das Ziel ist, in Zukunft möglicherweise ein Benelux-Hubschrauberkommando zu erreichen. Es wird auch eine Studie über eine kombinierte Einheit für die Ausbildung und das Training von Überlebenstechniken für Flugzeugbesatzungen durchgeführt. Zunächst unter binationalem Kommando, eventuell aber auch unter einem Benelux-Kommando.
- März 2015 – Unterzeichnung eines Vertrags[6] über die gemeinsame Luftraumüberwachung und gemeinsame QRA-Einsätze über Belgien, den Niederlanden und Luxemburg. Dieser Vertrag trat Ende 2016 in Kraft.[7] Gleichzeitig wurde vereinbart, dass niederländische Hubschrauber des Hubschrauberkommandos des Verteidigungsministeriums zur Brandbekämpfung in Belgien eingesetzt werden können.
- September 2015 – Unterzeichnung des Benelux-Abkommens zur Inbetriebnahme der „Patient Transport Unit“ (PTU) durch den Kommandeur des Medizinische Dienstes. Von nun an werden die Benelux-Länder bei medizinischen Evakuierungen auf dem Luftweg zusammenarbeiten und das Personal, das mit dem Modul arbeiten muss, ausbilden und schulen. Obwohl Luxemburg keine Luftwaffe hat, wurde mit Hilfe der belgischen Luftverteidigungskomponente ein Airbus A400M Transportflugzeug angeschafft, welches im Oktober 2020 ausgeliefert wurde.
- Juli 2016 – Bekanntgabe der Beschaffung von zwei Airbus A330 MRTT Tank-/Transportflugzeuge ab 2020 als Ersatz für die zwei niederländischen KDC-10 Tankflugzeuge. Die Bestellung erfolgte gemeinsam mit Luxemburg.[8] Belgien signalisierte, diesem niederländisch-luxemburgischen Tanker-/Transportflugzeug-Pool beizutreten und unterzeichnete 2017 die offizielle Absichtserklärung, dem Kaufprogramm beizutreten und ein Airbus A330 MRTT-Tankertransportflugzeug zu erwerben.[9][10] Im Februar 2018 bestätigte Belgien formell seine Teilnahme an der Kooperation und bestellte 1 A330 MRTT. Dieser wird auf dem Flughafen Eindhoven stationiert sein.[11] Aus diesem Projekt entwickelte sich unter Initiative der Europäischen Verteidigungsagentur der Plan zur Aufstellung eines europäischen Tankflugzeug-Verbandes und dazu die Beschaffung über die Gemeinsame Organisation für Rüstungskooperation (OCCAR) von zunächst vier A330 MRTT im Rahmen der NATO. Heute umfasst die hieraus erwachsene Multinational MRTT Unit (MMU) sechs teilnehmende Staaten und einer Bestellung über 9 Airbus A330 MRTT.

## Aktuelle Ausrüstung
Stand: Ende 2022

### Luftfahrzeuge
| Luftfahrzeuge              | Foto               | Herkunft                    | Verwendung                                       | Version        | Aktiv          | Bestellt       | Anmerkungen |
| Kampfflugzeuge             | Kampfflugzeuge     | Kampfflugzeuge              | Kampfflugzeuge                                   | Kampfflugzeuge | Kampfflugzeuge | Kampfflugzeuge | Kampfflugzeuge |
| -------------------------- | ------------------ | --------------------------- | ------------------------------------------------ | -------------- | -------------- | -------------- | --- |
| SABCA F-16 Fighting Falcon |                    | Belgien Vereinigte Staaten  | Mehrzweckkampfflugzeug                           | F-16AM         | 44             |                | nur noch ein Teil der ursprünglich gelieferten 136 Maschinen wird aktuell genutzt; Als Nachfolger wurde die F-35 von Lockheed Martin ausgewählt, für die sich auch die niederländische Luftwaffe entschieden hat. |
| F-35 Lightning II          |                    | Vereinigte Staaten          | Mehrzweckkampfflugzeug                           | F-35A          | 5              | 45             | Auslieferung ab 2023 geplant; die ersten 5 Flugzeuge sind in den USA zur Ausbildung stationiert Im April 2025 beschloss die Belgische Regierung weitere 11 F-35 zu bestellen. |
| Transportflugzeuge         |                    |                             |                                                  |                |                |                | |
| Airbus A400M Atlas         |                    | Europäische Union           | Transportflugzeug                                |                | 6              | 1              | insgesamt 7 Maschinen sind bestellt; erste Auslieferung erfolgte am 22. Dezember 2020; Eine 8. Maschine wurde von Luxemburg bestellt, am 7. Oktober 2020 ausgeliefert und gemeinsam durch die belgische Luftwaffe betrieben. |
| Dassault Falcon 7X         | Dassault Falcon 7X | Frankreich                  | VIP-Transporter                                  |                | 2              |                | geleast von Abelag Aviation |
| Schulflugzeuge             |                    |                             |                                                  |                |                |                | |
| SABCA F-16 Fighting Falcon |                    | Belgien/ Vereinigte Staaten | Kampf-Trainer                                    | F-16BM         | 8              |                | nur noch ein Teil der ursprünglich gelieferten 24 Maschinen wird aktuell genutzt. |
| SIAI Marchetti SF.260      |                    | Italien                     | Fortgeschrittenen-Trainer                        | SF.260MSF.260D | 28             |                | |
| Hubschrauber               |                    |                             |                                                  |                |                |                | |
| AgustaWestland AW109       |                    | Italien                     | Leichter Mehrzweckhubschrauber                   | A109AA109BA    | 13             |                | |
| NH90                       |                    | Europäische Union           | Transporthubschrauber, SAR- und Bordhubschrauber | TTHNFH         | 7              |                | Auf eine Option auf weitere 2 TTH wurde verzichtet. Aktuell (Juni 2020) überlegt die belgische Luftwaffe die 4 TTH spätestens 2024 ausmustern und dafür 15 kleinere Helikopter des Typs H145M zu beschaffen. Mittelfristig könnte die H145M auch im Rahmen einer Flottenvereinheitlichung die Agusta A109 in Belgien ablösen, die die belgischen Streitkräfte bereits seit 1992 nutzen. Die NH90 NFH, die in Belgien die Sea King als SAR-Hubschrauber abgelöst haben, sollen aber weiter genutzt werden. |
| Airbus Helicopters H145    |                    | Europäische Union           | Schulungshubschrauber                            |                | 3              |                | 15 weitere sind als Ersatz für den NH90 geplant. |
| Unbemannte Luftfahrzeuge   |                    |                             |                                                  |                |                |                | |
| MQ-9B SkyGuardian          |                    | Vereinigte Staaten          | Aufklärung                                       |                |                | 4              | Auslieferung ab 2024 geplant |

Belgien verzichtet vollständig auf Flugzeuge für den VIP-Transport und hat stattdessen Maschinen dauerhaft bei Airlines geleast. Im Rahmen der Multinationalen MRTT Unit, können die belgischen Luftstreitkräfte die Airbus A330 MRTT's mitbenutzen.
Eine umfangreiche Liste auch der ehemaligen Luftfahrzeuge befindet sich auf der entsprechenden Seite in der englischsprachigen Wikipedia.

### Waffensysteme
Luft-Luft-Raketen:
- AIM-9 M/X Sidewinder ()
- AIM-120 B AMRAAM ()

Bomben:
- Paveway II/III ()
- JDAM ()

## Luftwaffenstützpunkte
Belgien unterhält vier größere Militärflugplätze:
- Base aérienne de Beauvechain, Provinz Wallonisch-Brabant, Haupteinsatzbasis von Helikoptern und Trainern, 1. Wing mit drei Hubschrauberstaffeln (A109, NH90-TTH) und Trainingszentrum mit zwei Basistrainer-Staffeln (SF.260)
- Base aérienne de Florennes, Provinz Namur, Haupteinsatzbasis von Kampfflugzeugen, 2. Wing mit der 1. und der 350. Staffel (F-16)
- Base aérienne de Kleine-Brogel, Provinz Limburg, Haupteinsatzbasis von Kampfflugzeugen, 10. Tactische Wing mit der 31. und 349. Staffel und den Operational Conversion Unit (F-16)
- Base aérienne de Melsbroek (militärischer Teil des Flughafens Brüssel-Zaventem), Provinz Flämisch-Brabant, Haupteinsatzbasis der Transportflieger, 15. Wing Luchttransport mit der 20. (C-130) und der 21. Staffel (alle übrigen Typen)

Ein kleinerer Platz beherbergt Helikopter:
- Base aérienne de Koksijde, Provinz Westflandern, 40. Staffel (NH90-NFH), Heliflight (Alouette III)

Hinzu kommt seit 2023 die auf der Luke Air Force Base beheimatete amerikanisch-belgische 312. Fighter Squadron, deren Aufgabe die Umschulung belgischer F-35-Piloten ist.

## Zwischenfälle
- Am 19. Juli 1960 verunglückte eine Fairchild C-119G der belgischen Luftwaffe (Luftfahrzeugkennzeichen CP-36/OT-CBP) in bergigem Gelände bei Rushengo (Republik Kongo). Von den 43 Insassen wurden 39 getötet, alle 3 Besatzungsmitglieder sowie 36 Passagiere.[18]

- Am 12. Dezember 1961 kollidierten zwei Fairchild C-119G der belgischen Luftwaffe (Kennzeichen CP-25/OT-CBE und CP-23/OT-CBC) während des Fluges bei Montignies-lez-Lens (Belgien). Alle 13 Besatzungsmitglieder beider Maschinen (8 + 5) kamen ums Leben.[19][20]

- Am 22. Oktober 1965 flog eine Fairchild C-119G der belgischen Luftwaffe (CP-19/OT-CAS) im Reinhardswald, 2,7 Kilometer westnordwestlich von Reinhardshagen-Veckerhagen in einen bewaldeten Berg. Alle acht Insassen kamen ums Leben. Mit der Maschine sollte Nachschub für ein Manöver im nordhessisch-ostwestfälischen Raum geliefert werden.[21][22]

- Am 15. Juli 1996 verunglückte eine Lockheed C-130H Hercules der belgischen Luftwaffe (CH-06) bei der Landung auf dem Flughafen Eindhoven (Niederlande). Die Maschine war durch die niederländische Luftwaffe gechartert worden. Nach mehreren Vogelschlägen verloren die linken Triebwerke 1 und 2 an Leistung, die Besatzung stellte jedoch Triebwerk 3 ab. Das Flugzeug stürzte neben der Landebahn ab. Die Feuerwehr des Flughafens Eindhoven bemerkte allerdings erst nach 23 Minuten, dass sich Passagiere in der Kabine befanden. Von den 41 Insassen kamen 34 ums Leben, davon alle 4 Besatzungsmitglieder sowie 30 Passagiere; lediglich 7 Passagiere überlebten.[23]

- Am 5. Mai 2006 brannte eine Lockheed C-130H Hercules der belgischen Luftwaffe (CH-02) auf dem Flughafen Brüssel-Zaventem (Belgien) vollständig aus. Im Wartungshangar der belgischen Fluggesellschaft Sabena war ein Brand ausgebrochen, der erst 3 Stunden später unter Kontrolle gebracht werden konnte, nachdem das Dach eingestürzt war. Auch drei Airbus A320 verschiedener Fluggesellschaften brannten aus. Personen kamen nicht zu Schaden.[24]